# Andhar Bahar
Andhar Bahar (ಅಂದರ್ ಬಾಹರ್) è un film del 2013 diretto da Phaneesh Ramanathapura.
Film d'azione in lingua kannada con Shivrajkumar e Parvathy nel ruolo dei protagonisti. Il cantante Vijay Prakash ha debuttato come compositore musicale per questo film.

## Trama
Il film racconta la storia della relazione tra un criminale appena sposato e sua moglie. La storia finisce disastrosamente.

## Colonna sonora
1. Vishal Dadlani, Suzanne D'Mello – Andhar Bahar
2. Shankar Mahadevan – Koneye Irada
3. Karthik, Anuradha Bhat – Aase Aase
4. Vijay Prakash, Shreya Ghoshal – Maleyali Minda
5. Chetan Sosca, Shamita Malnad – Neenu Nanna